# Mesochorus arcticus
Mesochorus arcticus är en stekelart som beskrevs av Dasch 1971. Mesochorus arcticus ingår i släktet Mesochorus och familjen brokparasitsteklar. Inga underarter finns listade i Catalogue of Life.